# 611 v.Chr.
Het jaar 611 v.Chr. is een jaartal volgens de christelijke jaartelling.

## Gebeurtenissen

### Babylonië
- Babylon, wordt de grootste hoofdstad van de wereld.